# (2925) Beatty
(2925) Beatty es un asteroide perteneciente al cinturón de asteroides, descubierto el 7 de noviembre de 1978 por Eleanor F. Helin y el también astrónomo Schelte John Bus desde el Observatorio del Monte Palomar, Estados Unidos.

## Designación y nombre
Designado provisionalmente como 1978 VC5. Fue nombrado Beatty en honor al autor de artículos astronómicos J. Kelly Beatty.